# Barrage de Rybinsk
Le barrage de Rybinsk est un barrage sur la Volga en Russie. La construction du barrage commença en 1935 et se termina en 1955. Il est associé à une centrale hydroélectrique d'une capacité de 386,4 MW. Il a créé le réservoir de Rybinsk.

## Caractéristiques
Sa construction s'est étalée entre 1935 et 1950. L'ouvrage comprend :
- un déversoir en béton armé prolongé d'une digue de 524 m, haute de 27 m, barrant le reste de la largeur de la Volga. Cette digue porte l'autoroute franchissant le fleuve ;
- une écluse à sas unique pour le passage de la Volga,
- une digue en remblai de 470 m, haute de 35 m, barrant la Cheksna,
- deux déversoirs latéraux sur la Cheksna river, d'une longueur totale de 6 035 m.
- et la centrale hydroélectrique de la Cheksna.

La puissance installée est de 386,4 MW, la production annuelle de 935 GWh. La centrale est équipée de 6 génératrices à turbines Kaplan, sous une charge de 13,4 m : 2 de 63,2 MW et 4 de 65 MW de puissance. Le barrage crée le lac de retenue de Rybinsk.

## Exploitation
La centrale couvre les demandes de pic en électricité de la Russie centrale. Le lac permet, non seulement de réguler le régime du fleuve, et d'optimiser la production des centrales hydroélectriques en aval sur la Volga, mais aussi l'écrêtage des crues et donc le maintien de la navigation (il constitue le dernier barreau de la voie navigable Volga-Baltique).